# Vladimír Bahna
Vladimír Bahna (* 25. Juli 1914 in Schemnitz, Österreich-Ungarn; † 19. Oktober 1977 in Bratislava) war ein slowakischer Filmregisseur und Drehbuchautor.

## Leben
Bahna schuf mehrere Dokumentar- und Spielfilme, die sich insbesondere mit der ländlichen Slowakei in der Zeit vor dem Zweiten Weltkrieg befassten. Er wirkte auch unter dem Pseudonym L. Sirius.
Er wurde mit dem Staatspreis der ČSSR und als Nationalkünstler ausgezeichnet.

## Filmografie
- Čierne umenie , 1944
- Pukanskí kolári, Kurzdokumentation, 1947
- Kvapka slnka, Dokumentarfilm, 1947
- Nepriateľ medzi nami, 1948
- Čarovný prút, 1948
- Udolie radosti, 1949
- Ocelová cesta, Dokumentarfilm, 1950
- Dúha nad Slovenskom, Dokumentarfilm, 1952
- Príďte všetci, 1954
- Chlieb a kvety, 1954
- Žena z Vrchov, 1956
- Dom na rázcestí, 1959 (deutsch: Das Haus am Scheideweg, 1959)
- Predjarie, 1961
- Stopy na Sitne, 1969 (deutsch: Spuren auf dem Sitno, 1969)
- Poéma o svedomí I–II, 1979